# Venezuela i olympiska sommarspelen 2012
Venezuela deltog i de olympiska sommarspelen 2012 som ägde rum i London i Storbritannien mellan den 27 juli och den 12 augusti 2012.

## Medaljörer
| Medalj | Namn          | Sport    | Gren            |
| ------ | ------------- | -------- | --------------- |
| Guld   | Rubén Limardo | Fäktning | Herrarnas värja |

## Bordtennis
- Huvudartikel: Bordtennis vid olympiska sommarspelen 2012

Damer
| Spelare       | Gren   | Inledande omgång     | Runda 1              | Runda 2              | Runda 3              | Runda 4              | Kvartsfinal          | Semifinal            | Final                | Final            |
| Spelare       | Gren   | Motståndare Resultat | Motståndare Resultat | Motståndare Resultat | Motståndare Resultat | Motståndare Resultat | Motståndare Resultat | Motståndare Resultat | Motståndare Resultat | Placering        |
| ------------- | ------ | -------------------- | -------------------- | -------------------- | -------------------- | -------------------- | -------------------- | -------------------- | -------------------- | ---------------- |
| Fabiola Ramos | Singel | Bye                  | Tóth (HUN) L 3–4     | Gick inte vidare     | Gick inte vidare     | Gick inte vidare     | Gick inte vidare     | Gick inte vidare     | Gick inte vidare     | Gick inte vidare |

## Boxning
- Huvudartikel: Boxning vid olympiska sommarspelen 2012

Herrar
| Boxare          | Gren       | Sextondelsfinal          | Åttondelsfinal       | Kvartsfinal          | Semifinal            | Final                | Final            |
| Boxare          | Gren       | Motståndare Resultat     | Motståndare Resultat | Motståndare Resultat | Motståndare Resultat | Motståndare Resultat | Placering        |
| --------------- | ---------- | ------------------------ | -------------------- | -------------------- | -------------------- | -------------------- | ---------------- |
| Gabriel Maestre | Weltervikt | Ghasemipour (IRI) W 13–8 | Lusizi (RSA) W 18–13 | Sapiyev (KAZ) L 9–20 | Gick inte vidare     | Gick inte vidare     | Gick inte vidare |
| José Espinoza   | Mellanvikt | Harcsa (HUN) L 13–16     | Gick inte vidare     | Gick inte vidare     | Gick inte vidare     | Gick inte vidare     | Gick inte vidare |

Damer
| Boxare           | Gren     | Åttondelsfinal       | Kvartsfinal           | Semifinal            | Final                | Final            |
| Boxare           | Gren     | Motståndare Resultat | Motståndare Resultat  | Motståndare Resultat | Motståndare Resultat | Placering        |
| ---------------- | -------- | -------------------- | --------------------- | -------------------- | -------------------- | ---------------- |
| Karlha Magliocco | Flugvikt | Matos (BRA) W 15–14  | Esparza (USA) L 16–24 | Gick inte vidare     | Gick inte vidare     | Gick inte vidare |

## Brottning
- Huvudartikel: Brottning vid olympiska sommarspelen 2012

Herrar, fristil
| Brottare        | Gren   | Kvalomgång           | Åttondelsfinal        | Kvartsfinal          | Semifinal            | Återkval 1           | Återkval 2           | Final / Brons        | Final / Brons |
| Brottare        | Gren   | Motståndare Resultat | Motståndare Resultat  | Motståndare Resultat | Motståndare Resultat | Motståndare Resultat | Motståndare Resultat | Motståndare Resultat | Placering     |
| --------------- | ------ | -------------------- | --------------------- | -------------------- | -------------------- | -------------------- | -------------------- | -------------------- | ------------- |
| Ricardo Roberty | -74 kg | Midana (GBS) L 1–3   | Gick inte vidare      | Gick inte vidare     | Gick inte vidare     | Gick inte vidare     | Gick inte vidare     | Gick inte vidare     | 12            |
| José Robertti   | -84 kg | BYE                  | Zvirbulis (LAT) L 1–3 | Gick inte vidare     | Gick inte vidare     | Gick inte vidare     | Gick inte vidare     | Gick inte vidare     | 17            |

Herrar, grekisk-romersk stil
| Brottare        | Gren   | Kvalomgång           | Åttondelsfinal         | Kvartsfinal          | Semifinal            | Återkval 1           | Återkval 2           | Final / brons        | Final / brons |
| Brottare        | Gren   | Motståndare Resultat | Motståndare Resultat   | Motståndare Resultat | Motståndare Resultat | Motståndare Resultat | Motståndare Resultat | Motståndare Resultat | Placering     |
| --------------- | ------ | -------------------- | ---------------------- | -------------------- | -------------------- | -------------------- | -------------------- | -------------------- | ------------- |
| Luis Liendo     | -60 kg | BYE                  | Kebispayev (KAZ) L 0–3 | Gick inte vidare     | Gick inte vidare     | Gick inte vidare     | Gick inte vidare     | Gick inte vidare     | 12            |
| Wuileixis Rivas | -66 kg | BYE                  | Guenot (FRA) L 0–3     | Gick inte vidare     | Gick inte vidare     | Gick inte vidare     | Gick inte vidare     | Gick inte vidare     | 16            |
| Erwin Caraballo | -96 kg | Arusaar (EST) L 0–3  | Gick inte vidare       | Gick inte vidare     | Gick inte vidare     | Gick inte vidare     | Gick inte vidare     | Gick inte vidare     | 19            |

Damer, fristil
| Brottare       | Gren   | Kvalomgång            | Åttondelsfinal         | Kvartsfinal          | Semifinal            | Återkval 1           | Återkval 2           | Final / brons        | Final / brons |
| Brottare       | Gren   | Motståndare Resultat  | Motståndare Resultat   | Motståndare Resultat | Motståndare Resultat | Motståndare Resultat | Motståndare Resultat | Motståndare Resultat | Placering     |
| -------------- | ------ | --------------------- | ---------------------- | -------------------- | -------------------- | -------------------- | -------------------- | -------------------- | ------------- |
| Mayelis Caripá | -48 kg | BYE                   | Engelhardt (GER) W 3–1 | Merleni (UKR) L 0–5  | Gick inte vidare     | Gick inte vidare     | Gick inte vidare     | Gick inte vidare     | 10            |
| Marcia Andrade | -55 kg | Zholobova (RUS) L 0-3 | Gick inte vidare       | Gick inte vidare     | Gick inte vidare     | Gick inte vidare     | Gick inte vidare     | Gick inte vidare     | 19            |

## Bågskytte
- Huvudartikel: Bågskytte vid olympiska sommarspelen 2012

Damer
| Bågskytt     | Gren                   | Ranking-runda | Ranking-runda | 32-delsfinal             | Sextondelsfinal   | Åttondelsfinal    | Kvartsfinal       | Semifinal         | Final             | Final            |
| Bågskytt     | Gren                   | Poäng         | Seedning      | Motståndare Poäng        | Motståndare Poäng | Motståndare Poäng | Motståndare Poäng | Motståndare Poäng | Motståndare Poäng | Placering        |
| ------------ | ---------------------- | ------------- | ------------- | ------------------------ | ----------------- | ----------------- | ----------------- | ----------------- | ----------------- | ---------------- |
| Elías Malavé | Herrarnas individuella | 666           | 25            | Kuo C-w (TPE) (39) L 5–6 | Gick inte vidare  | Gick inte vidare  | Gick inte vidare  | Gick inte vidare  | Gick inte vidare  | Gick inte vidare |
| Leidys Brito | Damernas individuella  | 634           | 45            | Cheng M (CHN) (20) L 4–6 | Gick inte vidare  | Gick inte vidare  | Gick inte vidare  | Gick inte vidare  | Gick inte vidare  | Gick inte vidare |

## Cykling
- Huvudartikel: Cykling vid olympiska sommarspelen 2012

### Landsväg
| Cyklist           | Gren                | Tid             | Placering       |
| ----------------- | ------------------- | --------------- | --------------- |
| Tomás Gil         | Herrarnas linjelopp | 5:46:37         | 70              |
| Tomás Gil         | Herrarnas tempolopp | 57:05.12        | 33              |
| Jackson Rodríguez | Herrarnas linjelopp | 5:46:37         | 51              |
| Miguel Ubeto      | Herrarnas linjelopp | 5:46:37         | 45              |
| Danielys García   | Damernas linjelopp  | Fullföljde inte | Fullföljde inte |

### Bana
Sprint
| Cyklist                                    | Gren                | Kvalomgång           | Kvalomgång | Omgång 1                         | Återkval 1                       | Omgång 2                         | Återkval 2                       | Kvartsfinal                      | Semifinal                        | Final                                                            | Final            |
| Cyklist                                    | Gren                | Tid Hastighet (km/h) | Placering  | Motståndare Tid Hastighet (km/h) | Motståndare Tid Hastighet (km/h) | Motståndare Tid Hastighet (km/h) | Motståndare Tid Hastighet (km/h) | Motståndare Tid Hastighet (km/h) | Motståndare Tid Hastighet (km/h) | Motståndare Tid Hastighet (km/h)                                 | Placering        |
| ------------------------------------------ | ------------------- | -------------------- | ---------- | -------------------------------- | -------------------------------- | -------------------------------- | -------------------------------- | -------------------------------- | -------------------------------- | ---------------------------------------------------------------- | ---------------- |
| Hersony Canelon                            | Herrarnas sprint    | 10.123 71.125        | 6          | Kelemen (CZE) L REL              | Dawkins (NZL) W 10.439 68.972    | Perkins (AUS) L REL              | Nakagawa (JPN) Awang (MAS) L     | Gick inte vidare                 | Gick inte vidare                 | 9th Place Final Nakagawa (JPN) Kelemen (CZE) Esterhuizen (RSA) L | 12               |
| Hersony Canelon Cesar Marcano Angel Pulgar | Herrarnas lagsprint | 44.654 60.464        | 9          | Gick inte vidare                 | Gick inte vidare                 | Gick inte vidare                 | Gick inte vidare                 | Gick inte vidare                 | Gick inte vidare                 | Gick inte vidare                                                 | Gick inte vidare |
| Daniela Larreal                            | Damernas sprint     | 11.569 62.235        | 16         | Guo S (CHN) L                    | Kanis (NED) Cueff (FRA) L        | Gick inte vidare                 | Gick inte vidare                 | Gick inte vidare                 | Gick inte vidare                 | Gick inte vidare                                                 | Gick inte vidare |
| Daniela Larreal María Estela Vilera        | Damernas lagsprint  | 34.320 52.447        | 8 Q        | Kina L 34.415 52.302             | Gick inte vidare                 | Gick inte vidare                 | Gick inte vidare                 | Gick inte vidare                 | Gick inte vidare                 | Gick inte vidare                                                 | 7                |

Keirin
| Cyklist         | Gren             | 1:a omgången | Återkval  | 2:a omgången | Final     |
| Cyklist         | Gren             | Placering    | Placering | Placering    | Placering |
| --------------- | ---------------- | ------------ | --------- | ------------ | --------- |
| Hersony Canelon | Herrarnas keirin | 3 R          | 2 Q       | 5            | 12        |
| Daniela Larreal | Damernas keirin  | 3 R          | 3 Q       | 6            | 9         |

Omnium
| Cyklist        | Gren             | Flygande varv | Flygande varv | Poänglopp | Poänglopp | Elimineringslopp | Ind. förföljelse | Ind. förföljelse | Scratch   | Tidskval | Tidskval  | Totalpoäng | Placering |
| Cyklist        | Gren             | Tid           | Placering     | Poäng     | Placering | Placering        | Tid              | Placering        | Placering | Tid      | Placering | Totalpoäng | Placering |
| -------------- | ---------------- | ------------- | ------------- | --------- | --------- | ---------------- | ---------------- | ---------------- | --------- | -------- | --------- | ---------- | --------- |
| Carlos Linares | Herrarnas omnium | 13.863        | 16            | –1        | 16        | 14               | 4:36.477         | 16               | 18        | 1:06.773 | 16        | 96         | 17        |
| Angie González | Damernas omnium  | 15.115        | 17            | 20        | 9         | 18               | 3:54.926         | 17               | 17        | 37.578   | 17        | 95         | 18        |

### BMX
| Cyklist           | Gren         | Seedning | Seedning  | Semifinal | Semifinal | Final            | Final            |
| Cyklist           | Gren         | Resultat | Placering | Poäng     | Placering | Resultat         | Placering        |
| ----------------- | ------------ | -------- | --------- | --------- | --------- | ---------------- | ---------------- |
| Stefany Hernández | Damernas BMX | 41.253   | 12        | 15        | 5         | Gick inte vidare | Gick inte vidare |

## Friidrott
- Huvudartikel: Friidrott vid olympiska sommarspelen 2012

Förkortningar
- Notera – Placeringar gäller endast den tävlandes eget heat
- Q = Kvalificerade sig till nästa omgång via placering
- q = Kvalificerade sig på tid eller, i fältgrenarna, på placering utan att ha nått kvalgränsen
- NR = Nationellt rekord
- N/A = Omgången inte möjlig i grenen
- Bye = Idrottaren behövde inte delta i omgången

Herrar
Bana och väg
| Idrottare                                                              | Gren           | Heat     | Heat      | Semifinal        | Semifinal        | Final            | Final            |
| Idrottare                                                              | Gren           | Resultat | Placering | Resultat         | Placering        | Resultat         | Placering        |
| ---------------------------------------------------------------------- | -------------- | -------- | --------- | ---------------- | ---------------- | ---------------- | ---------------- |
| Pedro Mora                                                             | Maraton        | i.u.     | i.u.      | i.u.             | i.u.             | 2:22.40          | 62               |
| José Peña                                                              | 3 000 m hinder | 8:24.06  | 8         | i.u.             | i.u.             | Gick inte vidare | Gick inte vidare |
| Edward Villanueva                                                      | 1 500 m        | 3:43.11  | 11        | Gick inte vidare | Gick inte vidare | Gick inte vidare | Gick inte vidare |
| Albert Bravo                                                           | 400 m          | 45.61    | 5 q       | 46.22            | 7                | Gick inte vidare | Gick inte vidare |
| Albert Bravo Omar Longart José Meléndez Alberto Aguilar Arturo Ramírez | 4 x 400 m      | 3:02.62  | 4 q       | i.u.             | i.u.             | 3:02.18          | 7                |

Damer
Bana och väg
| Idrottare         | Gren       | Heat     | Heat      | Semifinal        | Semifinal        | Final            | Final            |
| Idrottare         | Gren       | Resultat | Placering | Resultat         | Placering        | Resultat         | Placering        |
| ----------------- | ---------- | -------- | --------- | ---------------- | ---------------- | ---------------- | ---------------- |
| Yolimar Pineda    | Maraton    | i.u.     | i.u.      | i.u.             | i.u.             | 2:45:16          | 94               |
| Milángela Rosales | 20 km gång | i.u.     | i.u.      | i.u.             | i.u.             | 1:42:46          | 55               |
| Nercelis Soto     | 200 m      | 23.54    | 8         | Gick inte vidare | Gick inte vidare | Gick inte vidare | Gick inte vidare |

Fältgrenar
| Idrottare      | Gren          | Kval  | Kval      | Final            | Final            |
| Idrottare      | Gren          | Längd | Placering | Längd            | Placering        |
| -------------- | ------------- | ----- | --------- | ---------------- | ---------------- |
| Yusbely Parra  | Spjutkastning | DNS   | DNS       | Gick inte vidare | Gick inte vidare |
| Rosa Rodríguez | Släggkastning | 67.34 | 27        | Gick inte vidare | Gick inte vidare |

## Fäktning
- Huvudartikel: Fäktning vid olympiska sommarspelen 2012

Herrar
| Idrottare        | Gren                | Omgång 1              | Omgång 2               | Omgång 3              | Kvartsfinal         | Semifinal          | Final / BM             | Final / BM       |
| Idrottare        | Gren                | Motståndare Poäng     | Motståndare Poäng      | Motståndare Poäng     | Motståndare Poäng   | Motståndare Poäng  | Motståndare Poäng      | Placering        |
| ---------------- | ------------------- | --------------------- | ---------------------- | --------------------- | ------------------- | ------------------ | ---------------------- | ---------------- |
| Silvio Fernández | Värja, individuellt | i.u.                  | Alexanin (KAZ) W 15–12 | Kudajev (UZB) W 15–3  | Kesley (USA) L 9–15 | Gick inte vidare   | Gick inte vidare       | Gick inte vidare |
| Rubén Limardo    | Värja, individuellt | i.u.                  | Fayez (EGY) W 15–13    | Heinzer (SUI) W 15-11 | Pizzo (ITA) W 15–12 | Kelsey (USA) W 6–5 | Piasecki (NOR) W 15–10 | 1                |
| Hernan Jansen    | Sabel, individuellt | Samandi (TUN) W 15–13 | Jakimenko (RUS) L 4–15 | Gick inte vidare      | Gick inte vidare    | Gick inte vidare   | Gick inte vidare       | Gick inte vidare |

Damer
| Idrottare         | Gren                  | Omgång 1                | Omgång 2             | Omgång 3               | Kvartsfinal       | Semifinal         | Final / BM        | Final / BM       |
| Idrottare         | Gren                  | Motståndare Poäng       | Motståndare Poäng    | Motståndare Poäng      | Motståndare Poäng | Motståndare Poäng | Motståndare Poäng | Placering        |
| ----------------- | --------------------- | ----------------------- | -------------------- | ---------------------- | ----------------- | ----------------- | ----------------- | ---------------- |
| María Martínez    | Värja, individuellt   | Duplitzer (GER) L 10–15 | Gick inte vidare     | Gick inte vidare       | Gick inte vidare  | Gick inte vidare  | Gick inte vidare  | Gick inte vidare |
| Johana Fuenmayor  | Florett, individuellt | El Gammal (EGY) W 15–9  | Errigo (ITA) L 4–15  | Gick inte vidare       | Gick inte vidare  | Gick inte vidare  | Gick inte vidare  | Gick inte vidare |
| Alejandra Benitez | Sabel, individuellt   | i.u.                    | Lee R-J (KOR) W 15–9 | Velikaja (RUS) L 10–15 | Gick inte vidare  | Gick inte vidare  | Gick inte vidare  | Gick inte vidare |

## Gymnastik
- Huvudartikel: Gymnastik vid olympiska sommarspelen 2012

### Artistisk
Damer
| Idrottare     | Gren     | Kval    | Kval    | Kval    | Kval    | Kval   | Kval      | Final   | Final   | Final   | Final   | Final  | Final     |
| Idrottare     | Gren     | Redskap | Redskap | Redskap | Redskap | Totalt | Placering | Redskap | Redskap | Redskap | Redskap | Totalt | Placering |
| Idrottare     | Gren     | F       | V       | UB      | BB      | Totalt | Placering | F       | V       | UB      | BB      | Totalt | Placering |
| ------------- | -------- | ------- | ------- | ------- | ------- | ------ | --------- | ------- | ------- | ------- | ------- | ------ | --------- |
| Jessica López | Mångkamp | 13.900  | 14.566  | 14.266  | 13.933  | 56.665 | 13 Q      | 13.800  | 14.800  | 13.900  | 13.000  | 55.500 | 18        |

## Judo
Herrar
| Idrottare          | Gren                           | 32-delsfinal         | Sextondelsfinal            | Åttondelsfinal             | Kvartsfinal          | Semifinal            | Återkval             | Bronsmatch           | Final                | Final            |
| Idrottare          | Gren                           | Motståndare Resultat | Motståndare Resultat       | Motståndare Resultat       | Motståndare Resultat | Motståndare Resultat | Motståndare Resultat | Motståndare Resultat | Motståndare Resultat | Placering        |
| ------------------ | ------------------------------ | -------------------- | -------------------------- | -------------------------- | -------------------- | -------------------- | -------------------- | -------------------- | -------------------- | ---------------- |
| Javier Guédez      | Extra lättvikt (-60 kg) Herrar | Bye                  | A Lamusi (CHN) W 0111–0000 | Sobirov (UZB) L 0000–1000  | Gick inte vidare     | Gick inte vidare     | Gick inte vidare     | Gick inte vidare     | Gick inte vidare     | Gick inte vidare |
| Ricardo Valderrama | Halv lättvikt (-66 kg) Herrar  | Bye                  | Drakšič (SLO) L 0001–0010  | Gick inte vidare           | Gick inte vidare     | Gick inte vidare     | Gick inte vidare     | Gick inte vidare     | Gick inte vidare     | Gick inte vidare |
| Giovanna Blanco    | Tungvikt (+78 kg) Damer        | i.u.                 | Bye                        | Sugimoto (JPN) L 0000–0100 | Gick inte vidare     | Gick inte vidare     | Gick inte vidare     | Gick inte vidare     | Gick inte vidare     | Gick inte vidare |

## Segling
Herrar
| Seglare          | Gren  | Lopp | Lopp | Lopp | Lopp | Lopp | Lopp | Lopp | Lopp | Lopp | Lopp | Lopp | Summerad poäng | Finalplacering |
| Seglare          | Gren  | 1    | 2    | 3    | 4    | 5    | 6    | 7    | 8    | 9    | 10   | M*   | Summerad poäng | Finalplacering |
| ---------------- | ----- | ---- | ---- | ---- | ---- | ---- | ---- | ---- | ---- | ---- | ---- | ---- | -------------- | -------------- |
| Daniel Flores    | RS:X  | 37   | 37   | 29   | 32   | 30   | 24   | 32   | 29   | 23   | 19   | EL   | 252            | 31             |
| Jose Miguel Ruíz | Laser | 45   | 46   | 34   | 37   | 42   | 36   | 33   | 44   | 35   | 28   | EL   | 333            | 41             |

M = Medaljlopp; EL = Eliminerad – gick inte vidare till medaljloppet;

## Simhopp
Herrar
| Idrottare          | Gren | Kval   | Kval      | Semifinal        | Semifinal        | Final            | Final            |
| Idrottare          | Gren | Poäng  | Placering | Poäng            | Placering        | Poäng            | Placering        |
| ------------------ | ---- | ------ | --------- | ---------------- | ---------------- | ---------------- | ---------------- |
| Edickson Contreras | 3 m  | 301,45 | 28        | Gick inte vidare | Gick inte vidare | Gick inte vidare | Gick inte vidare |
| Robert Páez        | 3 m  | 382,60 | 25        | Gick inte vidare | Gick inte vidare | Gick inte vidare | Gick inte vidare |

Damer
| Idrottare        | Gren | Kval   | Kval      | Semifinal        | Semifinal        | Final            | Final            |
| Idrottare        | Gren | Poäng  | Placering | Poäng            | Placering        | Poäng            | Placering        |
| ---------------- | ---- | ------ | --------- | ---------------- | ---------------- | ---------------- | ---------------- |
| Jocelyn Castillo | 3 m  | 266,00 | 23        | Gick inte vidare | Gick inte vidare | Gick inte vidare | Gick inte vidare |